# Consejo Privado del Reino Unido

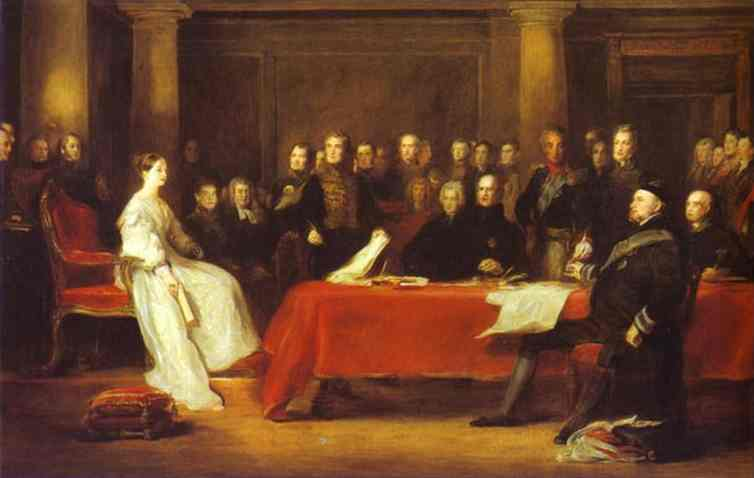
Consejo Privado de la Reina Victoria.

El Muy Honorable Consejo Privado de Su Majestad es un cuerpo de asesores del soberano británico. Sus miembros son en gran parte políticos de alto nivel, que han sido o son miembros de la Cámara de los Comunes o de la Cámara de los Lores del Reino Unido de Gran Bretaña e Irlanda del Norte.
El Consejo Privado, sucesor del Consejo Privado de Inglaterra, solía ser una institución poderosa, pero sus decisiones políticas son ahora controladas por uno de sus comités, el Gabinete del Reino Unido. Asesora al soberano sobre el ejercicio de las prerrogativas reales y emite órdenes ejecutivas conocidas como órdenes en el Consejo.